# High Coniscliffe
High Coniscliffe – wieś w Anglii, w hrabstwie ceremonialnym Durham, w dystrykcie (unitary authority) Darlington. Leży 27 km na południe od miasta Durham i 352 km na północ od Londynu.